# Liisa Suihkonen
Liisa Helena Suihkonen  (née le 27 septembre 1943 à Suonenjoki) est une fondeuse finlandaise.
Elle remporte aux Jeux olympiques d'hiver de 1976 à Innsbruck la médaille d'argent en relais 4 × 5 km.